# Emilia Pardo Bazán
Pour les articles homonymes, voir Pardo et Bazan.
Emilia Pardo Bazán, comtesse de Bazán Brun, également connue comme Emilia, comtesse de Pardo Bazán (née le 16 septembre 1851 à La Corogne et morte le 12 mai 1921 à Madrid) est une écrivaine et critique espagnole, célèbre pour ses romans naturalistes.

## Biographie
Femme de lettres féconde, elle a écrit quarante-et-un romans, sept drames, deux livres de cuisine, plus de cinq cent quatre-vingts contes et des centaines d'essais.

### Enfance
Elle appartenait à une famille galicienne noble, parmi les plus riches d'Espagne : ses parents sont don José Pardo Bazán et Amalia de la Rúa. À partir de 1908, elle utilisera le titre de comtesse de Pardo Bazán, titre octroyé par Alphonse XIII. Ce fut sa mère qui l'encouragea à lire et, à l'âge de 9 ans, elle montrait déjà un grand intérêt pour l'écriture. Outre leur maison de la calle de Tabernas, sa famille possédait deux autres résidences, l'une près de Sanxenxo, un village de pêcheurs, et un manoir dans les environs de La Corogne, le Pazo de Meirás. Dans la bibliothèque paternelle elle put accéder à des lectures d'une grande variété ; ses livres préférés, devait-elle dire, étaient alors Don Quichotte, la Bible et L'Iliade. Dans la maison de La Corogne elle lut en outre La conquête du Mexique de Solís et Les Vies parallèles de Plutarque. Les livres sur la Révolution française la fascinaient. Quand la famille allait à Madrid passer l'hiver Emilia suivait des cours dans un collège français protégé par la Maison Royale, c'est là qu'elle apprit à connaître l'œuvre littéraire de La Fontaine et de Racine. Quand elle a douze ans la famille décide de rester à La Corogne pendant l'hiver et Emilia y étudie avec des précepteurs. Elle s'évade du rituel de l'éducation féminine jusqu'à se refuser à toucher à un piano et à prendre des cours de musique. Elle consacre tout le temps qu'elle peut à sa vraie passion : la lecture.

### Débuts littéraires
Elle s'établit à Madrid en 1869, un an après s'être mariée à dix-sept ans avec José Quiroga. Ses parents s'installèrent eux aussi à Madrid quand José Pardo fut nommé député, mais celui-ci perdit bien vite ses illusions sur la politique et toute la famille partit pour la France. Ils voyagèrent en Europe (Angleterre, Italie, Allemagne) et Emilia apprit encore l'anglais et l'allemand. Lectrice assidue des classiques espagnols, elle s'intéressa aussi aux nouveautés littéraires étrangères et se fit connaître comme femme de lettres avec une Étude critique des œuvres du père Feijoo (1876), pour lequel elle gagna un prix, en rivalisant dans ce concours avec Concepción Arenal. La même année naquit son premier fils, à qui elle consacrera un livre de poèmes intitulé Jaime, publié par Francisco Giner de los Ríos. En 1879, coïncidant avec la naissance de sa première fille, Blanca, elle publia son premier roman, Pascual López, biographie d'un étudiant de médecine où l'on voit l'influence de la lecture de Pedro Antonio de Alarcón et de Juan Valera ; elle est encore à la marge de l'orientation que sa façon d'écrire devait prendre dans la décennie suivante. Avec Un voyage de noces (1881), publié l'année où naquit sa dernière fille, Carmen, et avec La tribune (1882) commença son évolution vers un naturalisme nuancé.

### Maturité

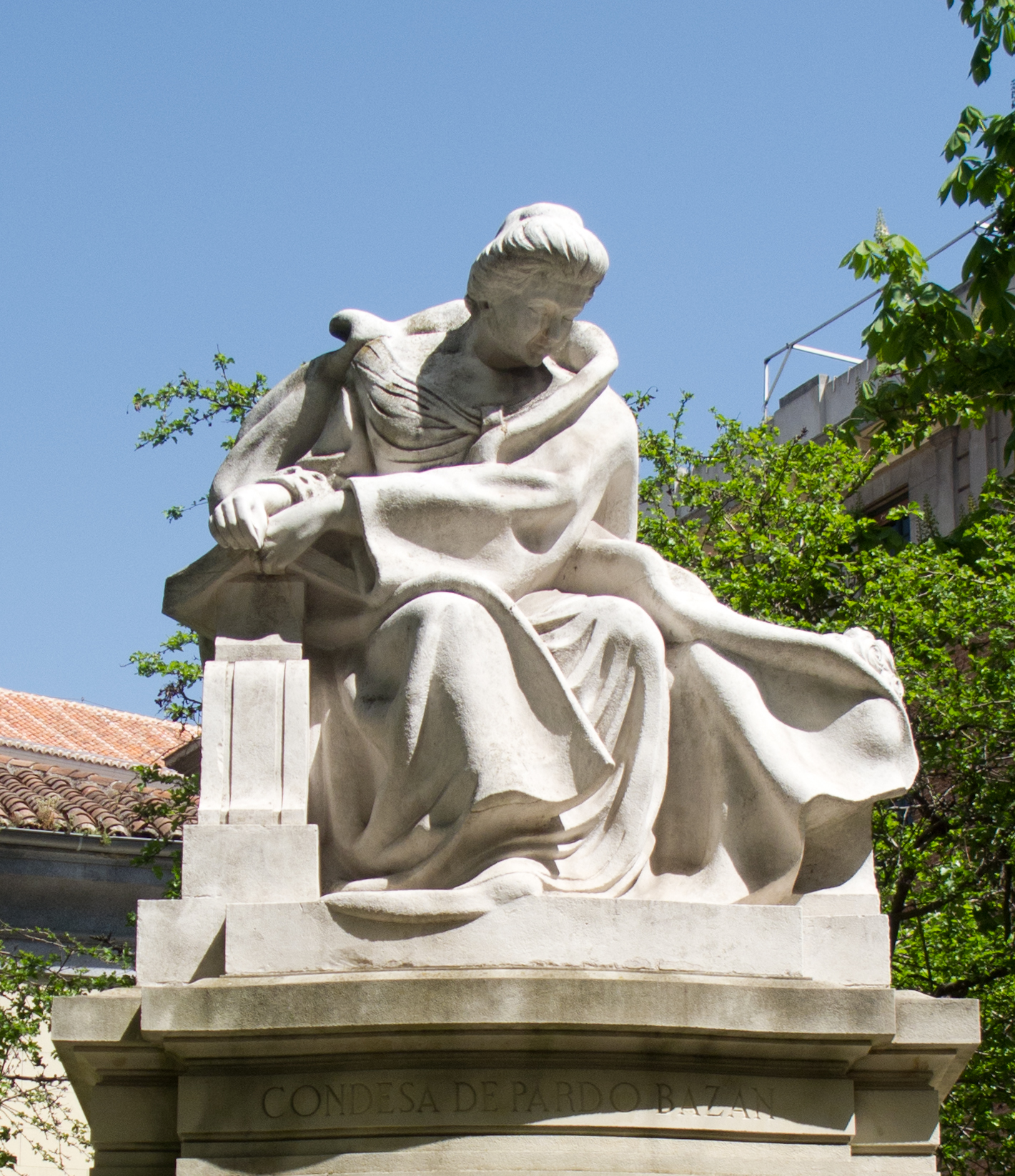
Monument à Emilia Pardo Bazán à Madrid.

En 1882 elle commença, dans la revue L'Époque, la publication d'une série d'articles sur Émile Zola et le roman expérimental, qu'elle devait réunir par la suite dans le volume La question palpitante (1883), qui la fit reconnaître comme l'un des principaux promoteurs du naturalisme en Espagne. Ce livre causa un tel scandale, que son mari, que la situation épouvantait, exigea qu'elle cessât d'écrire et qu'elle désavouât publiquement ses écrits; elle n'en fit rien, mais décida de se séparer de lui deux ans plus tard, en 1884. La même année elle publia La jeune maîtresse, qui traite précisément des crises du mariage. Benito Pérez Galdós, proche lui aussi du naturalisme, commence avec elle une relation amoureuse qui durera plus de vingt ans. Elle le trompe cependant dans de brèves amourettes avec de jeunes hommes comme Lázaro Galdiano y Narcís Oller, et en se faisant pardonner. En ce qui concerne le naturalisme de Bazán Brun, et celui de Galdós, face aux principes idéologiques et littéraires de Zola, elle accentua la liaison de l'école française avec la tradition réaliste espagnole et européenne, ce qui lui permettait de se rapprocher d'une idéologie plus conservatrice, catholique et bien-pensante en ce qui la concernait, car elle n'avait jamais rompu avec le catholicisme, alors qu'elle admettait les bases idéologiques du déterminisme social et darwinien.
De son œuvre d'essayiste il faut citer en outre La révolution et le roman en Russie, (1887), Polémiques et études littéraires (1892) et La littérature française moderne (1910), dans lesquelles elle continue à rester attentive aux nouveautés de la fin de siècle en Europe. La méthode naturaliste culmine avec Los pazos de Ulloa (1886-1887), son chef-d'œuvre, peinture pathétique de la décadence du monde rural galicien et de l'aristocratie, et sa suite La mère Nature (1887), affabulation naturaliste qui, à la différence de ce que l'on voit dans José María de Pereda, démontre que les instincts conduisent au péché. En 1888 elle rend visite à Venise au prétendant carliste au trône de l'Espagne ; les articles qu'elle écrit à ce sujet contribuent à la scission dans le carlisme.
D'autre part, Insolation (1889) et Mal du pays (1889) continuent à s'insérer dans l'idéologie et dans l'esthétique naturaliste. Par la suite, coïncidant avec la mort de son père en 1890, elle évolua vers un symbolisme et un spiritualisme plus prononcés, manifeste dans Une Chrétienne (1890), L'Épreuve (1890), La pierre angulaire (1891), La chimère (1905) et Doux sommeil (1911). La même évolution se remarque dans ses contes et récits, réunis en Contes de ma terre (1888), Contes choisis (1891), Contes de Marineda (1892), Contes sacrés et profanes (1899), entre autres. Doña Emilia utilisa l'héritage paternel pour fonder une revue écrite par elle seule, El Nuevo Teatro Crítico, dont le nom rappelle l'œuvre de Benito Jerónimo Feijoo.
Dans Une Chrétienne et L'Épreuve, de 1890, elle semble lancer une polémique à travers la fiction avec certains de ses détracteurs en morale, comme le Père Coloma, Menéndez Pelayo y Pereda. La différence de l'âge entre des amoureux, le heurt des affections ou des devoirs familiaux et le remords religieux prouvent dans les deux romans que Doña Emilia tenait plus compte de l'opinion qu'elle ne l'affectait. Adán et Eva, qui regroupe les romans Mémoire d'un vieux garçon (1891) et Doña Milagros (1894), paraissent la justification de son idylle avec Galdós. Mais dans La Chimère (1895) elle revient à l'eau-forte pour dépeindre le Madrid poussiéreux et versatile.

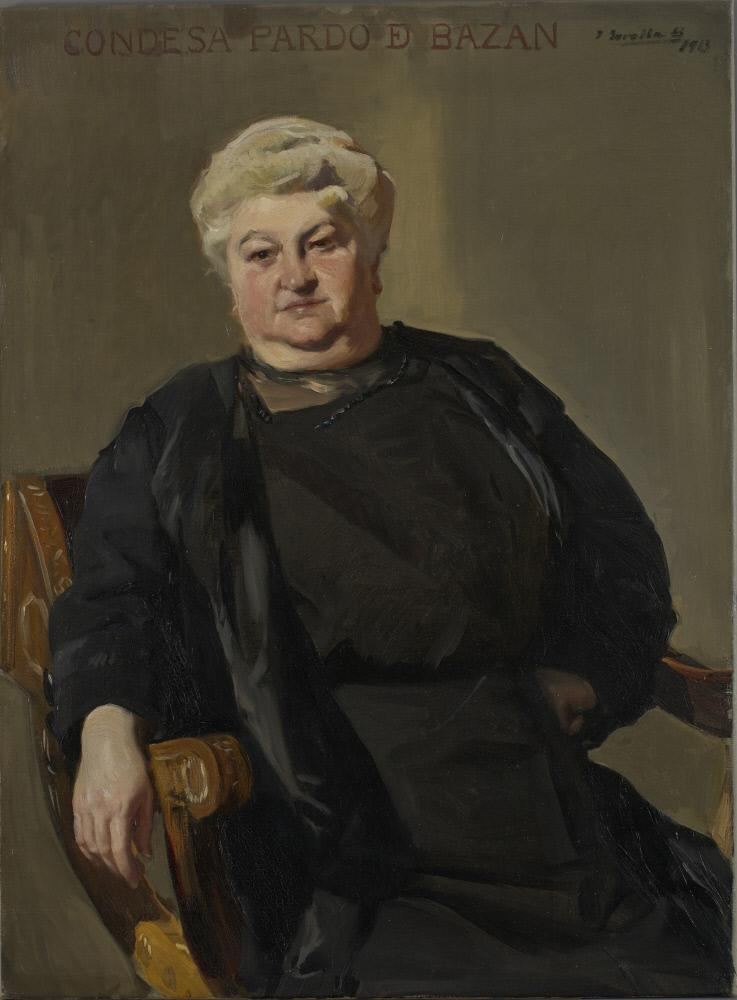
Emilia Pardo Bazán, Condesa de Pardo Bazán
Joaquín Sorolla, 1913
The Hispanic Society of America, New York

En 1892 elle fonde et dirige la revue La Bibliothèque de la femme. Elle assiste à des congrès comme le Congrès Pédagogique, où elle dénonce l'inégalité d'éducation entre l'homme et la femme. Encore conscient du sexisme dans les cercles intellectuels, elle propose Concepción Arenal à l'Académie Royale de la Langue, mais la candidature est repoussée ; on n'acceptera pas plus Gertrudis Gómez de Avellaneda ni elle-même (qui fut repoussée trois fois, en 1889, en 1892 et en 1912) ; en 1906 elle devint tout de même la première femme à présider la Section de littérature de l'Athénée de Madrid, institution dont son amie María Vinyals, dite La Marquise Rouge, fait également partie, et la première à occuper une chaire de littératures néo-latines à l'université centrale de Madrid, bien qu'un seul étudiant assistât à son cours.
L'œuvre d'Emilia Pardo Bazán comprend aussi des livres de voyages (À travers la France et l'Allemagne, 1889; À travers l'Espagne pittoresque, 1895) et des biographies (Saint François d'Assise, 1882; Hernán Cortés, 1914). Le chercheur Varela Jácome a découvert un roman inédit : Forêt.

## Œuvres traduites en français
- Naufragées, La Reine Blanche, 2022 (nouvelles)  (ISBN 978-2-491528-28-7) (BNF 47118047)
- Contes d'amour, La Reine Blanche, 2020 (nouvelles)  (ISBN 978-2-491528-11-9) (BNF 46669568)
- Le château d'Ulloa, Viviane Hamy, 2008 (roman)  (ISBN 978-2-87858-270-3) (BNF 44274657)
- Un voyage de Noce, Christine Chaze, 2024 (roman)  (ISBN 978-2-9545893-2-9) (BNF en attente)